# Edward Pöschek
Edward Pöschek (ur. 29 października 1864 w Cieszynie, zm. 23 sierpnia 1929 w Wiedniu) – generał brygady Wojska Polskiego.

## Życiorys
Urodził się 29 października 1864 w Cieszynie, ówczesnym mieście powiatowym Śląska Austriackiego i jednocześnie stolicy księstwa cieszyńskiego. Po ukończeniu szkół wojskowych rozpoczął zawodową służbę w cesarskiej i królewskiej Armii. Na stopień kadeta-zastępcy oficera został mianowany ze starszeństwem z 1 września 1884 i wcielony do 24 Galicyjskiego Pułku Piechoty, którego sztab stacjonował w Wiedniu, a Komenda Okręgu Uzupełnień w Kołomyi. Na porucznika (ówcześnie niem. Lieutenant) został awansowany ze starszeństwem z 1 maja 1886, a na stopień nadporucznika (ówcześnie niem. Oberlieutenant) ze starszeństwem z 1 listopada 1889. W tym czasie jego macierzysty pułk stacjonował w Przemyślu, a później we Lwowie. W latach 1893–1895 był słuchaczem Kursu Intendentów Wojskowych w Wiedniu. Po ukończeniu kursu został przydzielony do Intendentury Wojskowej i skierowany na praktykę w Intendenturze 11 Korpusu we Lwowie. Na kapitana 2. klasy (ówcześnie niem. Hauptmann) został awansowany ze starszeństwem z 1 listopada 1896. 20 kwietnia 1898 został przeniesiony z korpusu oficerów piechoty do Intendentury Wojskowej, mianowany podintendentem wojskowym (niem. Militärunterintendant) i pozostawiony w Intendenturze 11 Korpusu we Lwowie. W 1903 został przeniesiony na stanowisko szefa intendentury Dywizji Kawalerii Jarosław. 1 maja 1907 został awansowany na intendenta wojskowego (niem. Militärintendant). W tym samym roku został odkomenderowany z DK Jarosław do c. i k. Ministerstwa Wojny w Wiedniu. W 1908 został przeniesiony do 12. Oddziału c. i k. Ministerstwa Wojny, który był właściwy w sprawach zaopatrzenia armii. Na stopień nadintendenta wojskowego 2. klasy (niem. Militäroberintendant) został awansowany ze starszeństwem z 1 listopada 1913. W c. i k. Ministerstwie Wojny pełnił służbę do 1918. Na stopień nadintendenta wojskowego 1. klasy został awansowany ze starszeństwem z 1 listopada 1916.
Podczas I wojny światowej „głośnym był jego wynalazek piecyka polowego i odwszalni polowej, który przez długi czas zaskarbił mu wdzięczność tysięcy żołnierzy w okopach”. W lutym 1915 Edward Pöschek zaprezentował mobilne kuchenne dezynfektory parowe, a firma Manfred Weiss w Budapeszcie wykonała skrzynie do ich transportu.
W 1918, po rozpadzie Monarchii Austro-Węgierskiej, został wyznaczony na stanowisko szefa Polskiej Wojskowej Komisji Likwidacyjnej w Wiedniu. 6 października 1919 został formalnie przyjęty do Wojska Polskiego z byłej armii austro-węgierskiej, z zatwierdzeniem posiadanego stopnia pułkownika intendenta i przydzielony do Polskiej Wojskowej Komisji Likwidacyjnej w Wiedniu. Od lata 1920 obowiązki szefa komisji łączył z funkcją attaché wojskowego. 27 sierpnia 1920 szef Departamentu Gospodarczego Ministerstwa Spraw Wojskowych podpułkownik Aleksander Litwinowicz wystąpił do Ogólnej Komisji Weryfikacyjnej z wnioskiem o powołanie do służby czynnej Edwarda Pöschka, który został zweryfikowany jako emerytowany pułkownik intendent. Podpułkownik Litwinowicz podał następujące motywy swojego wniosku, a zarazem opinię o pułkowniku Pöschku: „jako wybitny fachowiec, doświadczony intendent z b. armii austriackiej i profesor Kursu intendenckiego w Wiedniu, może być w Wojsku Polskim z wielkim pożytkiem wykorzystany w dziale szkolenia oficerów gospodarczych. Wymieniony pełniąc służbę w WP od 1918 r. zajmował wybitne stanowisko szefa Komisji Likwidacyjnej w Wiedniu, wykazując niezwykłe zdolności fachowe w dziale służby gospodarczej. Kilkakrotne komisje wysyłane do Wiednia, bądź z ramienia Ministerstwa Spraw Wojskowych, bądź z Komisji śledczej Sejmu Ustawodawczego uznały rezultaty pracy pułk. intendenta Pöschka za bardzo korzystne dla Skarbu Polskiego, a obecność wymienionego w służbie WP za konieczną”. 20 września 1920 został zatwierdzony z dniem 1 kwietnia 1920 w stopniu generała podporucznika intendenta, w grupie oficerów byłej armii austro-węgierskiej. Działalność generała w Wiedniu ilustrują dokumenty archiwalne, opublikowane przez Endre László Vargę w 2016.
Z dniem 1 stycznia 1922 Edward Pöschek został przeniesiony w stały stan spoczynku z prawem noszenia munduru. 26 października 1923 prezydent RP Stanisław Wojciechowski zatwierdził go w stopniu generała brygady. Mieszkał w Wiedniu. Tam zmarł 23 sierpnia 1929, po krótkiej chorobie.

## Ordery i odznaczenia
- Krzyż Oficerski Orderu Franciszka Józefa z dekoracją wojenną[22]
- Krzyż Rycerski Orderu Franciszka Józefa[19]
- Srebrny Medal Zasługi Wojskowej na wstążce Krzyża Zasługi Wojskowej[22]
- Brązowy Medal Zasługi Wojskowej na wstążce Krzyża Zasługi Wojskowej[22]
- Brązowy Medal Zasługi Wojskowej na czerwonej wstążce[19]
- Brązowy Medal Jubileuszowy Pamiątkowy dla Sił Zbrojnych i Żandarmerii[19]
- Krzyż Jubileuszowy Wojskowy[19]